# Šibenický most
Šibenický most (chorvatsky Šibenski most) je železobetonový obloukový silniční most přes Šibenický záliv na Jadranské magistrále poblíž ústí řeky Krky v Šibenicko-kninské župě v Chorvatsku.
Most byl postaven v letech 1964 až 1966 podle návrhu Ilji Stojadinoviće. Provoz na něm byl zahájen dne 27. července 1966. Oblouk mostu je dlouhý 246 m a je druhým nejdelším mostním obloukem v Chorvatsku po oblouku mostu na Krk (390 m).
Během občanské války na podzim 1991 byl most poškozen několika granáty, ale na provoz na mostě to nemělo žádný vliv.
Na začátku roku 2010 byla zahájena oprava mostu. Společnost Hrvatske ceste, která práce prováděla, stanovila předběžné náklady na 11 milionů kun. Předpokládána byla oprava svodidel. Rekonstruováno bude také osvětlení mostu. Dokončení bylo provedeno v roce 2011.